# Lista de prefeitos de Uberaba
Esta é a lista de prefeitos do município de Uberaba, no estado brasileiro de Minas Gerais.

## Período monárquico
| Nº | Nome                                  | Imagem | Início do mandato    | Fim do mandato | Observações                    |
| 1  | Capitão Domingos da Silva e Oliveira  |        | 7 de janeiro de 1837 | 1841           | Presidente da Câmara Municipal |
| 2  | Antônio José da Silva (Vigário Silva) |        | 1841                 | 1845           | Presidente da Câmara Municipal |
| 3  | Francisco Rodrigues de Barcelos       |        | 1845                 | 1851           | Presidente da Câmara Municipal |
| 4  | Antônio José da Silva (Vigário Silva) |        | 1851                 | 1854           | Presidente da Câmara Municipal |
| 5  | Joaquim Antônio Rosa                  |        | 1854                 | 1857           | Presidente da Câmara Municipal |
| 6  | Francisco Rodrigues de Barcelos       |        | 1857                 | 1861           | Presidente da Câmara Municipal |
| 7  | José Ferreira da Rocha                |        | 1861                 | 1865           | Presidente da Câmara Municipal |
| 8  | Henrique Raimundo dês Genettes        |        | 1865                 | 1869           | Presidente da Câmara Municipal |
| 9  | José Teixeira Alves de Oliveira       |        | 1869                 | 1873           | Presidente da Câmara Municipal |
| 10 | Francisco Ferreira da Rocha           |        | 1873                 | 1877           | Presidente da Câmara Municipal |
| 11 | Joaquim José de Oliveira Penna        |        | 1877                 | 1878           | Presidente da Câmara Municipal |
| 12 | Antônio Borges Sampaio                |        | 1878                 | 1883           | Presidente da Câmara Municipal |
| 13 | Pedro Floro Gonçalves dos Anjos       |        | 1883                 | 1887           | Presidente da Câmara Municipal |
| 14 | José Joaquim de Oliveira Teixeira     |        | 1887                 | 1890           | Presidente da Câmara Municipal |

## Período republicano
| Nº | Nome                                           | Imagem                | Partido   | Início do mandato       | Fim do mandato                                              | Observações                                                          |
| 1  | Tenente Wenceslau Pereira de Oliveira          |                       | PRM       | 14 de fevereiro de 1890 | 1892                                                        | Presidente da Intendência                                            |
| 2  | Gabriel Orlando Teixeira Junqueira             |                       | PRM       | 7 de março de 1892      | 1894                                                        | Agente Executivo                                                     |
| 3  | Wenceslau Pereira de Oliveira                  |                       | PRM       | 1895                    | 1897                                                        | Agente Executivo                                                     |
| 4  | Gabriel Orlando Teixeira Junqueira             |                       | PRM       | 1898                    | 1901                                                        | Agente Executivo                                                     |
| 5  | Anthero Ferreira da Rocha                      |                       | PRM       | 1901                    | 1902                                                        | Agente Executivo                                                     |
| 6  | Antônio Garcia Adjuto                          |                       | PRM       | 1902                    | 1903                                                        | Agente Executivo                                                     |
| 7  | Coronel Manoel Terra, (Maneco Terra)           |                       | PRM       | 1903                    | 1904                                                        | Agente Executivo                                                     |
| 8  | Antônio Garcia Adjuto                          |                       | PRM       | 1905                    | 1907                                                        | Agente Executivo                                                     |
| 9  | Philippe Aché                                  |                       | PRM       | 1908                    | 1912                                                        | Agente Executivo                                                     |
| 10 | Major Manoel Alves Caldeira Junior             |                       | PRM       | 1911                    | 1912                                                        | Agente Executivo                                                     |
| 11 | Silvério José Bernardes                        |                       | PRM       | 1912                    | 1915                                                        | Agente Executivo                                                     |
| 12 | Hildebrando de Araújo Pontes                   |                       | PRM       | 1915                    | 1915                                                        | Agente Executivo                                                     |
| 13 | Silvino Pacheco de Araújo                      |                       | PRM       | 1916                    | 1920                                                        | Agente Executivo                                                     |
| 14 | Monsenhor Ignácio Xavier da Silva              |                       | PRM       | 1916                    | 1920                                                        | Agente Executivo                                                     |
| 15 | João Henrique Sampaio Vieira da Silva          |                       | PRM       | 1921                    | 1922                                                        | Agente Executivo                                                     |
| 16 | Leopoldino de Oliveira                         |                       | PRM       | 1923                    | 1925                                                        | Agente Executivo                                                     |
| 17 | Geraldino Rodrigues da Cunha                   |                       | PRM       | 1924                    | 1927                                                        | Agente Executivo                                                     |
| 18 | Olavo Rodrigues da Cunha                       |                       | PRM       | 1927                    | 10 de dezembro de 1930                                      | Agente Executivo                                                     |
| 19 | Guilherme de Oliveira Ferreira                 |                       | PP        | 11 de dezembro de 1930  | 16 de janeiro de 1935                                       | Prefeito nomeado                                                     |
| 20 | João Euzébio de Oliveira                       |                       | PP        | 16 de janeiro de 1935   | 5 de junho de 1935                                          | Prefeito nomeado                                                     |
| 21 | Horácio Bueno de Azevedo                       |                       | PP        | 5 de junho de 1935      | 22 de julho de 1935                                         | Prefeito nomeado                                                     |
| 22 | Adolfo Soares Pinheiro                         |                       | PP        | 25 de julho de 1935     | 20 de setembro de 1935                                      | Prefeito nomeado                                                     |
| 23 | Paulo Andrade Costa                            |                       | PP        | 20 de setembro de 1935  | 2 de dezembro de 1936                                       | Prefeito nomeado                                                     |
| 24 | Menelick de Carvalho                           |                       | PP        | 8 de dezembro de 1936   | 24 de julho de 1937                                         | Prefeito nomeado                                                     |
| 25 | Whady José Nassif                              |                       | PP        | 1937                    | 14 de junho de 1943                                         | Prefeito nomeado                                                     |
| 26 | Carlos Martins Prates                          |                       | PSD       | 15 de junho de 1943     | abril de 1946                                               | Prefeito nomeado                                                     |
| 27 | Lauro Fontoura                                 |                       | UDN       | abril de 1946           | 6 de janeiro de 1947                                        | Prefeito nomeado                                                     |
| 28 | Mizael Cruvinel Borges                         |                       | UDN       | 7 de janeiro de 1947    | 1º de maio de 1947                                          | Prefeito nomeado                                                     |
| 29 | João Carlos Belo Lisboa                        |                       | UDN       | 2 de maio de 1947       | 7 de dezembro de 1947                                       | Prefeito nomeado                                                     |
| 30 | Luiz Boulanger Rodrigues da Cunha Castro Pucci |                       | PTB       | 1947                    | janeiro de 1951                                             | Prefeito eleito em sufrágio universal                                |
| 31 | José Pedro Fernandes                           |                       | PSD       | 1951                    | 1951                                                        |                                                                      |
| 32 | Antônio Próspero                               |                       | PTB       | 1951                    | 1955                                                        | Prefeito eleito em sufrágio universal                                |
| 33 | Arthur de Mello Teixeira                       |                       | PR        | 1955                    | 1959                                                        | Prefeito eleito em sufrágio universal                                |
| 34 | Jorge Henrique Marquez Furtado                 |                       | PTB       | 1º de fevereiro de 1959 | 31 de janeiro de 1963                                       | Prefeito eleito em sufrágio universal                                |
| 35 | Arthur de Mello Teixeira                       |                       | PR        | 1º de fevereiro de 1963 | 31 de janeiro de 1967                                       | Prefeito eleito em sufrágio universal                                |
| 36 | João Guido                                     |                       | ARENA     | 1º de fevereiro de 1967 | 14 de maio de 1970                                          | Prefeito eleito em sufrágio universal renuncia o mandato             |
| 37 | Randolfo Borges Júnior                         |                       | ARENA     | 15 de maio de 1970      | 31 de janeiro de 1971                                       | Vice-prefeito eleito no cargo de Prefeito                            |
| 38 | Arnaldo Rosa Prata                             |                       | ARENA     | 1º de fevereiro de 1971 | 31 de janeiro de 1973                                       | Prefeito eleito em sufrágio universal                                |
| 39 | Hugo Rodrigues da Cunha                        |                       | ARENA     | 1º de fevereiro de 1973 | 31 de janeiro de 1977                                       | Prefeito eleito em sufrágio universal                                |
| 40 | Silvério Cartafina Filho                       |                       | ARENA/PDS | 1º de fevereiro de 1977 | 31 de janeiro de 1983                                       | Prefeito eleito em sufrágio universal                                |
| 41 | Wagner do Nascimento                           |                       | PMDB      | 1º de fevereiro de 1983 | 31 de dezembro de 1988                                      | Prefeito eleito em sufrágio universal                                |
| 42 | Hugo Rodrigues da Cunha                        |                       | PFL       | 1º de janeiro de 1989   | 31 de dezembro de 1992                                      | Prefeito eleito em sufrágio universal                                |
| 43 | Luiz Guaritá Neto                              |                       | PFL       | 1º de janeiro de 1993   | 31 de dezembro de 1996                                      | Prefeito eleito em sufrágio universal                                |
| 44 | Marcos Montes Cordeiro                         |                       | PFL       | 1º de janeiro de 1997   | 31 de dezembro de 2000                                      | Prefeito eleito em sufrágio universal                                |
| 44 | Marcos Montes Cordeiro                         | 1° de janeiro de 2001 | PFL       | 17 de agosto de 2004    | Prefeito reeleito em sufrágio universal renuncia ao mandato |                                                                      |
| 45 | Odo Adão                                       |                       | PSDB      | 18 de agosto de 2004    | 31 de dezembro de 2004                                      | Vice-prefeito eleito no cargo de Prefeito após a renuncia do titular |
| 46 | Anderson Adauto                                |                       | PL        | 1º de janeiro de 2005   | 31 de dezembro de 2012                                      | Prefeito eleito e reeleito em sufrágio universal                     |
| 46 | Anderson Adauto                                | PMDB                  |           | 1º de janeiro de 2005   | 31 de dezembro de 2012                                      | Prefeito eleito e reeleito em sufrágio universal                     |
| 47 | Paulo Piau                                     |                       | PPS/PMDB  | 1º de janeiro de 2013   | 31 de dezembro de 2016                                      | Prefeito eleito em sufrágio universal                                |
| 47 | Paulo Piau                                     | 1° de janeiro de 2017 | PPS/PMDB  | 31 de dezembro de 2020  | Prefeito reeleito em sufrágio universal                     |                                                                      |
| 48 | Elisa Gonçalves de Araújo                      |                       | SD/PSD    | 1º de janeiro de 2021   | 31 de dezembro de 2024                                      | Prefeita eleita em sufrágio universal                                |
| 48 | Elisa Gonçalves de Araújo                      | 1° de janeiro de 2025 | SD/PSD    | Em exercício            | Prefeita reeleita em sufrágio universal                     |                                                                      |